# Гочо Гочев
 Тази статия е за българският офицер.  За театроведа вижте Гочо Гочев (театровед).  
Гочо Костов Гочев е български офицер, генерал-майор.

## Биография
Роден е на 12 декември 1925 г. в старозагорското село Медникарово. От 1961 до 1966 г. е командир на деветдесет и осми танков полк. В периода 26 септември 1970 г. – 10 октомври 1974 г. е командир на двадесет и четвърта танкова бригада. От 8 септември 1976 г. е генерал-майор. По-късно е заместник-командир на трета армия. От 1981 г. е съдебен заседател от Военната колегия.